# 4 Gwardyjski Korpus Pancerny (ZSRR)

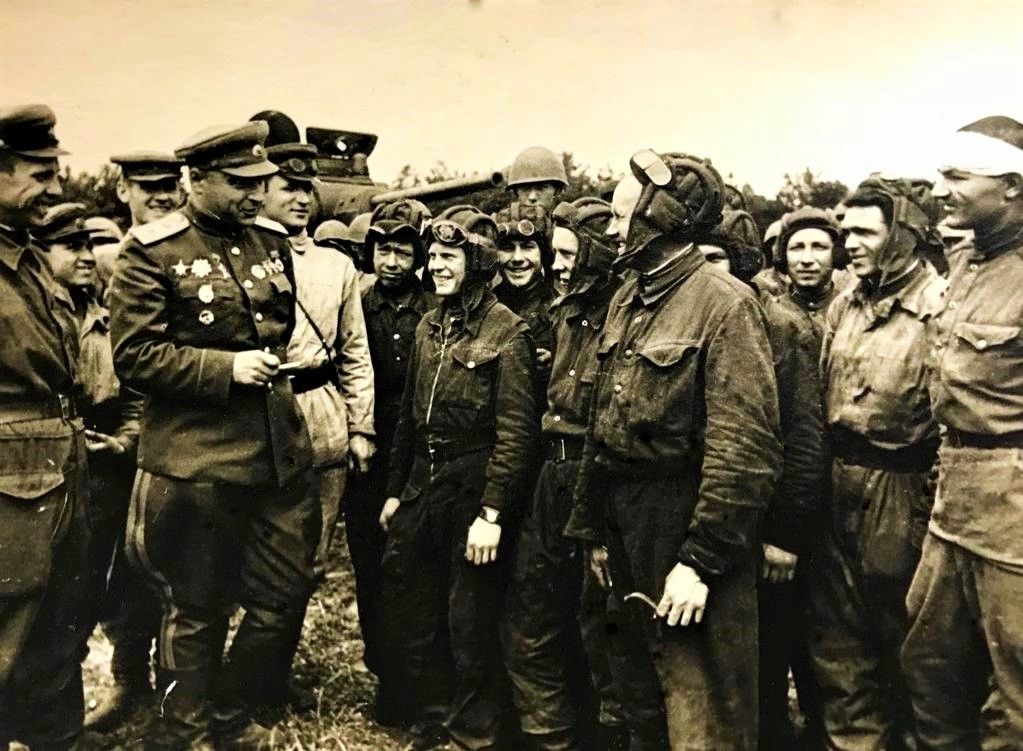
Gen. por. Pawieł Połubojarow w czasie rozmowy z czołgistami z 4 Korpusu Pancernego Gwardii, 1944

4 Kantemirowski Gwardyjski Korpus Pancerny odznaczony Orderem Lenina i Czerwonego Sztandaru (ros. 4-й гвардейский танковый Кантемировский ордена Ленина Краснознамённый корпус) – jednostka pancerna Armii Czerwonej z okresu II wojny światowej.
4 Gwardyjski Korpus Pancerny został utworzony rozkazem z 3 stycznia 1943, przez przemianowanie 17 Korpusu Pancernego. Wchodził m.in. w skład 60 Armii i 5 Gwardyjskiej Armii. W czasie bitwy pod Achtyrką pomimo znacznych strat własnych zniszczył 11 czołgów Pantera.
Jego szlak bojowy walkach przeciw armii niemieckiej prowadził przez: Będzin, Bolęcin, Dębicę, Duklę, Działoszyce, Grodków, Katowice, Kraków, Krzeszowice, Marcinkowice, Miechów, Sławków, Sosnowiec, Strzelin i Wolbrom. Po walkach, wszystkie te miejscowości zostały zdobyte przez 4 Gwardyjski Korpus Pancerny, lub z pomocą innych oddziałów Armii Czerwonej. Szlak bojowy Korpus zakończył w rejonie Drezna.

## Dowództwo korpusu
Dowódca:
- gen. por. Pawieł Połubojarow[3] (03.01.1943 - 27.04.1947)[8]

Szef sztabu:
- gen. por. Izmaił Nagajbakow (03.01.1943 - 17.04.1946)[9].

## Struktura organizacyjna
Stan w latach 1944-1945:
- 12 Gwardyjska Brygada Pancerna, dowódca: płk Nikołaj Duszak
- 13 Gwardyjska Brygada Pancerna, dowódca: ppłk Siemion Kurkotkin
- 14 Gwardyjska Brygada Pancerna, dowódca: płk Aleksandr Skidanow
- 3 Brygada Piechoty Zmotoryzowanej, dowódca: płk Michaił Leonow[11]